# Uwe Hässler
Uwe-Karsten Henry „Uwe“ Häßler (* 14. Juli 1938 in Altenburg; † 10. Juni 2024 in Worpswede) war ein deutscher Maler, Graphiker und Bildhauer.

## Biografie
Auf den Schulbesuch in Altenburg und ab 1951 in Bielefeld folgte 1953–1956 die Malerlehre, begleitet vom Abendunterricht bei Wilhelm Heiner an der Werkkunstschule Bielefeld. Daran schloss er 1956–1958 das Studium der Malerei und Bildhauerei an der Werkkunstschule Münster bei Walter Klöckner an. Seit 1958 lebte Hässler mit nur wenigen Unterbrechungen in Worpswede (1983 in Berlin, 1984 in Jesteburg, 1985–1997 in Bremen). 1961/1962 führten ihn Studienreisen nach Italien, Korsika und Süd-Frankreich. Er war ab 1962 mit Hannelore Karin Masemann verheiratet und hatte eine Tochter. Weitere Studienreisen in Europa (Griechenland 1970) und nach Südamerika (Guatemala 1974).
Uwe Häßler schuf ein außergewöhnlich umfangreiches und vielgestaltiges Werk, das neben vielen Gemälden tausende von Zeichnungen, viele Druckgraphiken und Plastiken umfasst. Er gehört zu den Künstlern, die der alten Künstlerkolonie Worpswede in den siebziger Jahren zu neuem Ansehen verhalfen. Ausgehend von surrealen Körper-Landschaften, schreckte er lange Jahre vor abrupten thematischen, farblichen und formalen Änderungen seiner Malweise nicht zurück. Im Rückblick schließen sich diese Versuche zu großen Werkgruppen zusammen, in denen er im Stillleben oder im anonymisierten Menschenbild, das über viele Jahre die Arbeit bestimmte, Farben und Formen in immer neue Beziehungen setzte. Uwe Häßler setzte sich immer wieder aktiv für die künstlerischen Belange des Ortes ein, unter anderem für den von Martin Kausche gegründeten Atelierhausverein Worpswede e.V.

## Preise und Auszeichnungen
- 1980: Förderpreis Kultur des Landkreises Osterholz
- 2005: Kulturpreis des Lilienthaler Kunstvereins Wümme, Wörpe, Hamme e.V.

## Ausstellungen (Auswahl)
- 1962: Galerie „die Insel“, Hamburg
- 1964: Galerie „N“, Bremen
- 1965: Galerie „Die Insel“ Lotte Cetto, Worpswede
- 1967: Galerie Altstädter Bücherstube, Osnabrück
- 1968: Galerie Clasing, Münster
- 1969: Schöneberger Weltlaterne, Berlin, Galerie Jacques Casanova, Paris
- 1970: Galerie Ostheimer, Frankfurt/M., Worpsweder Kunsthalle Friedrich Netzel, Worpswede
- 1973: Galerie Oestmann, Lübeck
- 1974: Galerie Schäfer, Panajachel, Guatemala
- 1975: Galerie Laves, Worpswede
- 1977: Galerie Levy, Hamburg
- 1978: Galerie Walther, Düsseldorf
- 1981: Galerie Rau, Eyersdorf-Salzhausen
- 1982: Kunstverein Osterholz, Osterholz-Scharmbeck, Galerie im Hofmeierhaus, Bremen
- 1983: Galerie Laves, Worpswede
- 1994: Altes Rathaus, Worpswede
- 1995: Galerie Cohrs-Zirus, Worpswede
- 1998: Worpsweder Kunsthalle Friedrich Netzel, Worpswede
- 2001: Galerie Kreutzinger, Galerie Bernack, Galerie Kreutziger, alle in Worpswede
- 2003: Artothek Kulturstiftung Worpswede
- 2005: Lilienthaler Kunststiftung, Lilienthal
- 2006: Kunstverein Osterholz, Osterholz-Scharmbeck, Galerie Kreutziger, Worpswede
- 2007: Galerie Kreutziger, Worpswede
- 2008: Galerie Mönch, Bremen, Galerie Kreutziger, Worpswede
- 2011: Galerie Zehntscheune, Hockenheim
- 2012: Kunstverein Worpswede e.V., Worpswede

### Werke in öffentlichen Sammlungen
- Kunsthalle Bremen
- Kunsthalle Bremerhaven
- Paula Modersohn-Becker Museum

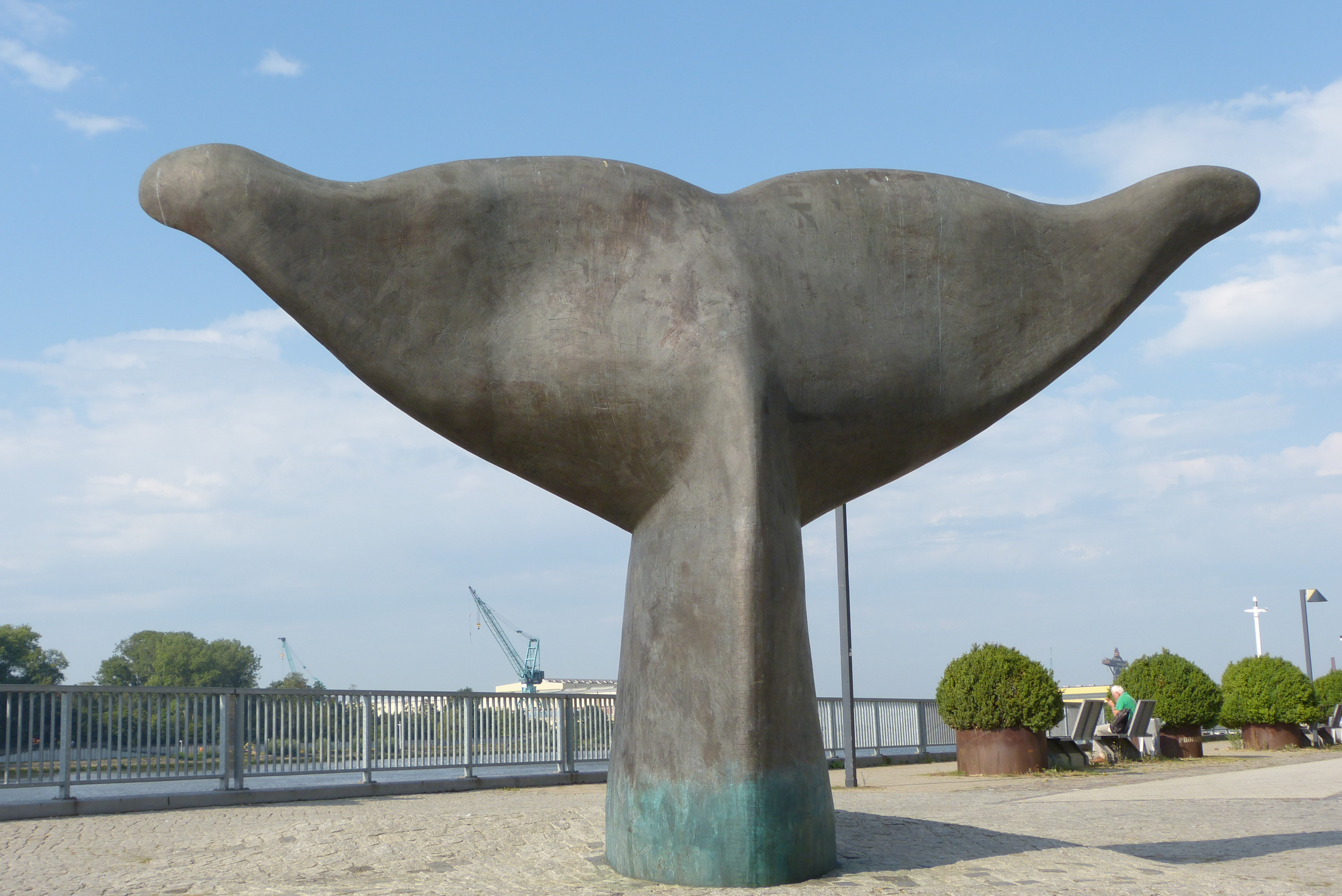
Vegesacker Wal-Schwanzflosse

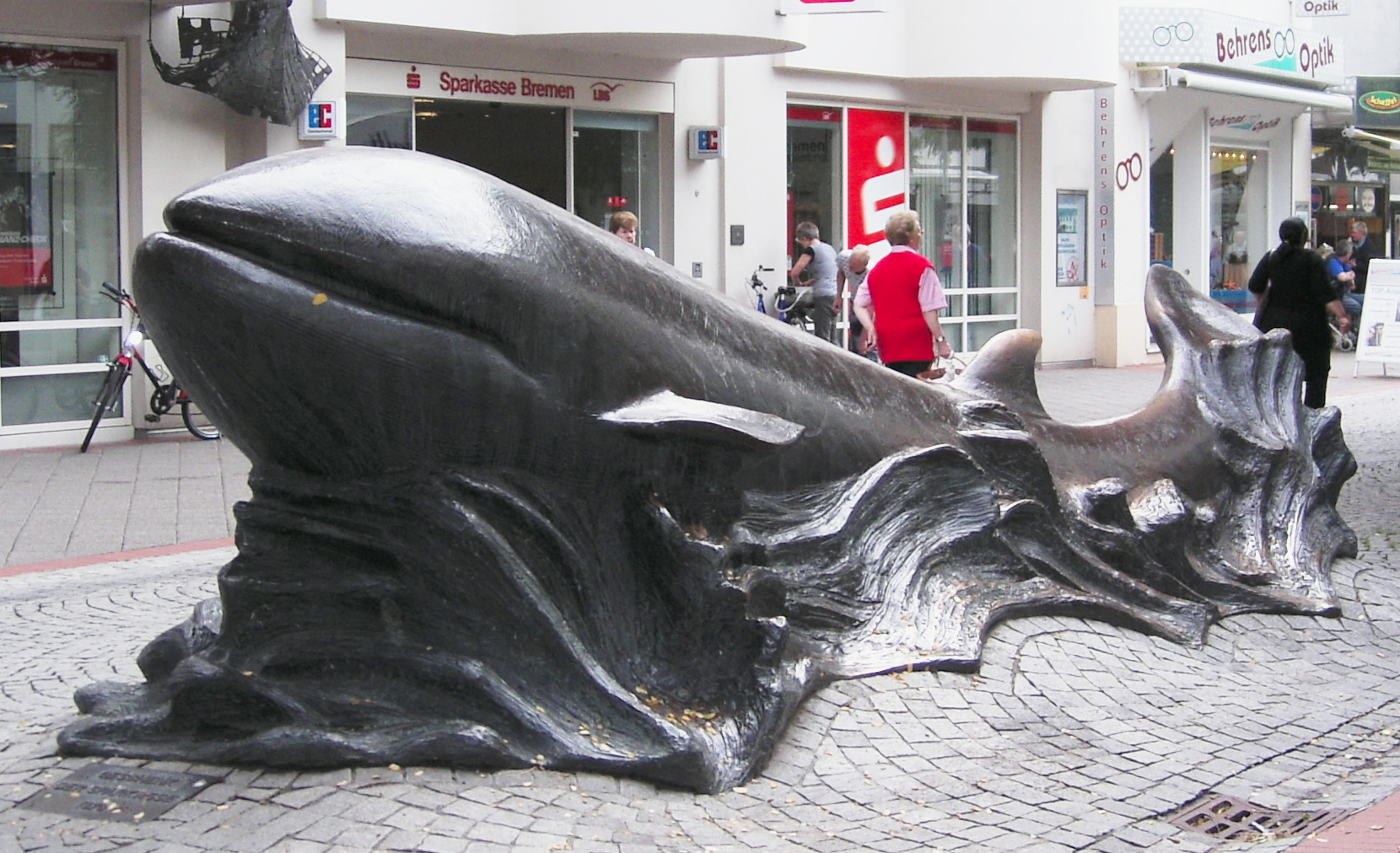
Wal in der Gerhard-Rohlfs-Straße in Vegesack

- Worpsweder Kunsthalle Friedrich Netzel, Worpswede
- Große Kunstschau Worpswede
- Graphothek, Worpswede

### Werke im öffentlichen Raum
- 1969: Brunnen, Brinkum bei Bremen
- 1980: Wal in Vegesack, Bremen, Gerhard-Rohlfs-Straße
- 1995: Wal-Schwanzflosse im Stadtgarten Vegesack

### Mappenwerke
- Kleines Welt-Theater (9 Bl.), 1981
- Variation (8 Bl.), 1981

## Bibliographie
Seit 1969 ist Uwe Häßler in allen Worpswede-Büchern vertreten, die sich auch mit der aktuellen Kunst beschäftigen
- Fünf Künstler aus Worpswede, Lübeck 1972
- Uwe Häßler, Ölbilder und Gouachen, Hamburg 1977
- Uwe Häßler, Red. Donata Holz, Lilienthaler Kunststiftung, Lilienthal 2005 (mit Lit.- und Ausstellungsverzeichnis)